# Les voiles de Saint-Tropez

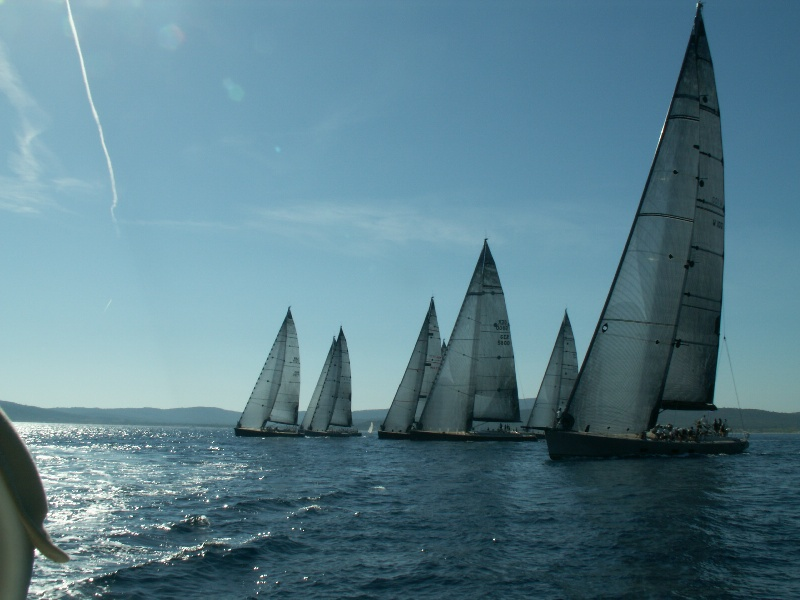

Les voiles de Saint-Tropez är en regatta som hålls första veckan i oktober varje år i Saint-Tropez. Regattan arrangeras av Société Nautique de Saint-Tropez.

## Historia
Seglingarna började 1981 med en kappsegling från Saint-Tropez till Le Club 55 vid Pampelonne-stranden. Seglingarna fortsatte under namnet La Nioulargue och under Patrice du Colmonts ledning. En tragisk olycka inträffade 1995 och tävlingen låg nere under några år för att återupptas 1999 under det nuvarande namnet Les voiles de Saint-Tropez.

## Dagens regatta
Dagens Les voiles de Saint-Tropez har utvecklats till att bli en regatta med 300 deltagande segelbåtar, från ultramoderna tävlingsmaskiner med den senaste tekniken till klassiska yachter. Båtarna är upp till 50 meter långa.

## Deltagare
De klasser som tävlar är Klassiska yachter
- a)	Grands Classiques
- b)	Petits Classiques
- c)	Époque Auriques 1 - 2
- d)	Époque Marconi 1 - 4
- e)	Grand Époque 1 - 2
- f)	Tofinou 9.50

Moderna yachter
- a)	Wally
- b)	IRC (handikappsystem) A - E
- c)	Trophée Rolex

## Båtar
Den äldsta båten som deltog i 2010 års regatta var Patridge från 1885. Andra klassiker var de av Herreshoff ritade Elena och Rowdy. Rowdy vann Rolex Trophée 2008 och 2009. År 2010 kom IKRA och Rowdy precis samtidigt och vid lottdragning vann IKRA. I klass IRCA vann svensken och skaparen av Skype Niklas Zennström med båten Ràn 2010.